# Галише, Пьер
Пьер Галише (фр. Pierre Galichet, пол. Piotr Galichet; 30 июля 1775 года, Пассаван-ан-Аргон, Марна, Франция ― 23 октября 1846 года, Издебно-Косцельне, Мазовецкая губерния, Царство Польское, Российская империя) ― французский военачальник и предприниматель. Барон Первой империи, полковник Великой армии, офицер ордена Почётного Легиона, кавалер ордена Святого Людовика. После Отечественной войны 1812 года осел в Царстве Польском. Был дружен с изобретателем Филиппом Анри Жираром, с которым вместе основал город Жирардув.

## Биография

### Юные годы
Родился в деревне Пассаван-ан-Аргон недалеко от города Сент-Мену в Шампани. Сын Николя и Маргарита Галише (родители приходились друг другу двоюродными братом и сестрой). Состоял в родстве с бригадным генералом 3-го армейского корпуса Великой армии Пьер-Шарлем Лоше, у которого состоял адъютантом. В 1792 году, в возрасте семнадцати лет, добровольцем вступил в 9-й полк конных стрелков.

### Военная карьера

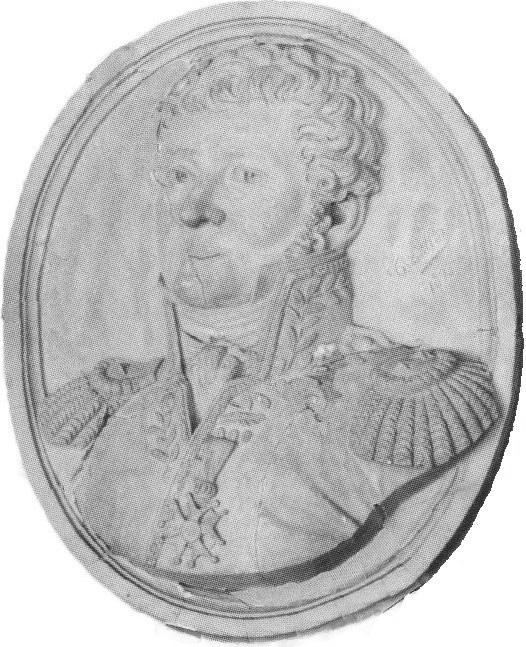
Генерал Пьер Лоше, кузен Пьера Галише

В 1793, уже находясь в Мозельской армии, был ранен в битве под Пирмазенсом. В 1795 году в Маасе попал в плен и после двух лет неволи вернулся как на службу в качестве пехотинца. В 1799 году был произведён в звание второго лейтенанта, и годом позже ― в звание лейтенанта. Перешёл из Швейцарской армии в Рейнскую армию в 1800 году. С конца 1803 года, в звании капитана был адъютантом своего кузена генерала Лоше. В 1804―1805 году попал в Великую армии. Сражался во 2-й бригаде пехоты в дивизии Фриана под верховным командованием маршала Даву. Принимал участие в сражениях под Аустерлицем, при Йене и Ауэрштедтом, под Насельском и при Прейсиш-Эйлау. В 1806 году стал кавалером ордена Почётного Легиона. В начале 1807 года потерял своего двоюродного брата, бывшего генерала и начальника, который погиб при Кляйн-Заусгартен. Перешёл на службу в штаб 3-го корпуса Великой армии. В 1809 году, после 17 лет службы в армии и в возрасте 33 лет, был произведён в полковники. Был начальником штаба 2-й дивизии 3-го корпуса у генерала Фриана. В следующем году он получил от Наполеона Бонапарта титул барона Империи.

### Брак
В феврале 1810 Галише справил свадьбу. Брак был заключен в соответствии с кодексом Наполеона ― второй такого рода брак на территории Польши. Женился на Дороте Шимановской, наследнице Издебненского поместья. Свадьба состоялась в издебнинской церкви. Среди свидетелей были: граф Юзеф Яблоновский, майор Юзеф Красиньский, генерал Феликс Свидзиньский, генерал бригады Пьер Бонтан и генерал дивизии Жан-Батист Малле де Гранвиль. Своих детей у них не было, только падчерица Юлия Урмовская.

### Отечественная война 1812 года
В декабре 1810 года получил патент барона Империи. Во время кампании в России 1812 года Галише был начальником штаба 2-й дивизии Фриана 1-го корпуса маршала Даву, участвовал в битве при Бородино. В том же году был удостоен ордена офицера Почётного Легиона. Во время отступления Великой армии был ранен и снова попал в плен при Вильнюсе. Более года провёл в лагере для военнопленных в Астрахани. В 1814 году вернулся во Францию и после отпуска уехал в Польшу, где поселился в имении жены. В конце года он был удостоен ордена Святого Людовика и получил статус индегенанта в Польше. Только в 1817 году он получил отставку из армии.

### Общественная и предпринимательская деятельность
Польский язык Галише так и не освоил, поскольку в тех кругах, где он находился, все говорили по-французски. О том, что он был вхож в общество шеволежеров, свидетельствует карикатурный портрет, выполненный Якубом Соколовским. К сожалению, этот портрет был утрачен во время Второй мировой войны.

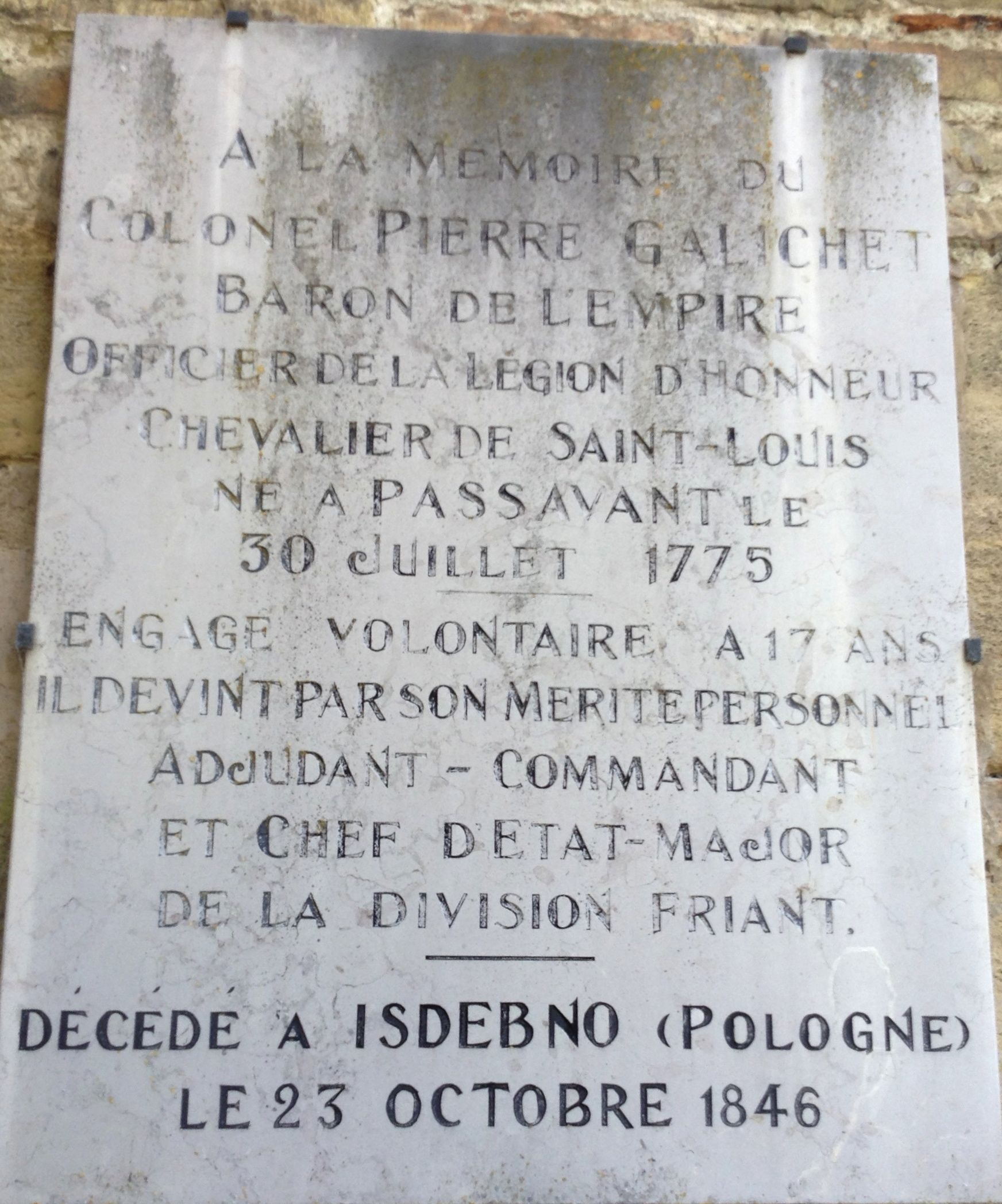
Мемориальная доска, посвящённая Галише в его родной деревне Пассаван-ан-Аргон

Галише был членом-корреспондентом французского объединения «Общество сельского хозяйства, коммерции, наук и искусств департамента Марны» (Société d’Agriculture, Commerce, Sciences et Arts du Département de la Marne). Ещё перед российской компанией по почину Галише для нужд Великой армии были построены специальные хранилища соломы: это изобретение он позаимствовал у поляков. Сам же он внёс вклад в развитие сельскохозяйственной промышленности в Царстве Польском, адаптировав ряд иностранных изобретений, в том числе улучшенные печи для обжига кирпича. Когда он основал винокурню в Издебне, он применил современную ему систему Адамса. Состоял в дружеских отношения с фамилией Лубенских, особенно с Петром Лубенским, сенатором. Вместе они основали первый в Польше завод по добыче сахара из свёклы. Галише был членом Комитета владельцев ипотечных облигаций Царства Польского. Выпустил две брошюры на технические темы: «Очерк об Издебненском ликёро-водочном заводе» (Essai sur la Distillerie d’Izdebno, 1819), которую посвятил министру внутренних дел Тадеушу Мостовскому, (отметив, что прибыль от продажи брошюры предназначается для бедных). Ещё опубликовал одну работу в 1843 году, где разбирал способы хранения зерна и настаивал о необходимости введения резервов зерна ― «Заметка о сохранении зерновых культур и необходимости создания запасов зерна» (Mémoire sur la conservation des céréales et sur la nécessité d'établir des réserves de grains). Галише умер 26 декабря 1846 года в Издебне и был похоронен на местном кладбище. В ходе «чистки» в 1970-х годах его надгробие было снято, но запись сохранилась в летописи прихода.

### Вклад в развитие региональной промышленности
Дружба Галише с Филиппом де Жираром, началась ещё в армии. Галише уговорил инженера-изобретателя приехать в Польшу, когда тот, проживая во Франции и Англии, столкнулся с финансовыми трудностями. Галише, который через свою жену имел тесные отношения с Лубенскими, представил его братьям, которые тогда занимались разработкой проектов по развитию текстильной промышленности. Особенно их интересовал лён, который они предполагали экспортировать на российский рынок. С этой идеей, с участием Банка Польского, были созданы ткацкие фабрики в Марымонте в 1833 году. Город Жирардув (ныне Жирардувский повят, Мазовецкое воеводство) был назван в честь французского изобретателя и одного из директоров этого предприятия.